# Nackt wie Gott sie schuf
Nackt wie Gott sie schuf ist ein österreichisch-deutsch-italienisches Sittendrama aus dem Jahre 1958 von Hans Schott-Schöbinger mit Marisa Allasio, Rik Battaglia, Carl Wery und Ellen Schwiers in den Hauptrollen. Das Drehbuch zu dieser Kolportagegeschichte schrieb der spätere Bestsellerautor Johannes Mario Simmel.

## Handlung
Die Geschichte beginnt während einer Sommernacht in einer Waldschneise im deutsch-österreichischen Grenzgebiet bei Salzburg. Dort laden zwei Männer hastig Säcke mit Kaffee von einem Laster auf den anderen um. In unmittelbarer Nähe, bei Bad Reichenhall, wohnt Gina Gerber. Sie ist eine leidenschaftliche, sinnliche und kurvige Blondine, die dem gängigen Männertraum entspricht. Gina ist in festen Händen, ihr Verlobter heißt Joschi Türk, der eine Anstellung als Vorarbeiter bei dem Reichenhaller Kies- und Zementwerk hat. Türk hat große Pläne; er will für sich und seine Zukünftige ein eigenes Haus bauen. Derzeit kann er sich gerade einmal ein knatterndes Motorrad leisten. Als beide beim Abendessen sind, klopft es an der Tür, und Zollbeamte bitten um Einlass. Sie fragen nach Joschis Alibi für diesen Abend, da dieser offensichtlich in den Kaffeeschmuggel verwickelt ist. Die nichts ahnende Gina, die befürchtet, dass ihr Herzbube etwas angestellt hat, lügt und sagt, er wäre die ganze Zeit mit ihr zusammen gewesen. Kaum sind die Zöllner gegangen, macht Gina ihrem Liebsten eine Szene. Sie glaubt, dass ihr Joschi sie betrügen würde. Es kommt zu einem heftigen Streit, und Joschi schlägt Gina ins Gesicht, woraufhin sie ihn verlässt.
Gina will erst einmal Abstand und Ruhe finden und fährt in die Dolomiten, wo ihr Onkel, Pater Leonhard, als Ordensbruder in dem abgeschiedenen Kloster Rosengarten lebt. Einst wuchs die junge Frau dort als sittsames Mädchen auf, ehe sie es in die weite Welt zog. Im Kloster trifft sie auch ihren alten Jugendfreund Maurus wieder, der im Herbst geweiht werden soll und damit dem Priesterstand beitreten wird. Doch Maurus, der ebenfalls das weltliche Leben erfahren hat, überkommen Zweifel an einem ihm vorbestimmten Weg zu Gott, und mit Ginas Ankunft kommt auch die alte Vertrautheit der beiden jungen Menschen von einst wieder. Nahe dem Kloster befindet sich eine Bauarbeiter-Siedlung mit Testeron-geschwängerten, kraftstrotzenden Männern, die jedem Rock hinterher schauen und denen bei dem Blick auf eine derart verführerische Blondine wie Gina auch schon mal die Pferde durchgehen. Die Großbaustelle umfasst Planierraupen, Bagger, Sattelschlepper und weitere Schwermaschinen. Die Männer, aus allen möglichen Nationen zusammengewürfelt, sollen eine neue, verbreiterte Straße für den Transitverkehr in und durch den Berg sprengen und graben. Im Schlepptau dieser Bauarbeiter kommen auch immer mal wieder Busladungen grell geschminkter, aufreizender Mädchen an, die sich am Wochenende einen netten Verdienst versprechen.
Ebenfalls frisch angekommen ist Joschi Türk. Er hat erfahren, wohin sich Gina aus dem Staub gemacht hat und will sie überreden, zu ihm zurückzukommen. Da sich Gina diesbezüglich sehr ziert, nimmt er den Posten eines Bauführers an, um so auch auf längere Zeit in ihrer Nähe zu sein. Die lebenserfahrene, handfeste Priska wird von vielen der Männer als „Vollweib“ angesehen, der man so schnell nichts mehr vormachen kann. Sie leitet die Bauarbeiterkantine und entwickelt augenblicklich Interesse an dem gutgebauten, muskulösen Joschi. Da der neue Vormann seinen Kummer wegen der Abfuhr durch Gina im Alkohol ertränken will, füllt Priska Joschi ab und schleppt ihn anschließend, als er nicht mehr ganz Herr seiner Sinne ist, in ihr Zimmerchen hoch.
Das Bauarbeiter-Camp erhält sein Trinkwasser aus einem vom Kloster angelegten Reservoir, das wiederum vom Quellwasser aus der Gletscherregion gespeist wird. Jetzt, im Hochsommer, ist der Gletscher fast weggetaut, und Trinkwasser wird allmählich knapp. Dies führt zu erhöhten Spannungen zwischen den Kloster-Betreibern und den Bauleuten, die sich aufgrund schwerer moralischer Differenzen eh nicht sonderlich grün sind. Schließlich bricht der Konflikt offen aus, als die Wasserzufuhr komplett unterbrochen ist. Jemand hat die Rohrleitungsverbindung zum Kloster herausgerissen. Die Bauarbeiter Paul und Pepe stecken dahinter, und sie beginnen, das Wasser direkt vom Berg in das Bau-Camp umzuleiten. Die Mönche sind über deren Eigenmächtigkeiten zutiefst erbost, und einige geraten mit mehreren Bauarbeitern in eine handfeste Schlägerei. Joschi geht dazwischen und kann das Ärgste verhindern.
Als Gina sich dazu entscheidet, ihren Klosteraufenthalt zu beenden und in die Stadt zurückzukehren, macht ein nächtliches Unwetter die Verbindungsstraße unpassierbar. Da sie nicht weiter kommt, sucht sie Unterschlupf in der Lagerkantine. Dort stößt sie ins Priskas Beritt auf ein wahres Tollhaus. Einer Orgie gleich, vergnügen sich laute, betrunkene Kerle mit willigen, billigen Mädchen. Als sie Joschi unter den grölenden Typen entdeckt, stürmt Gina angewidert in das Dunkel der Nacht. Dort trifft sie auf den in sie verliebten Maurus, der Gina heimlich gefolgt ist. Um ihm endgültig klarzumachen, dass sie und er keine gemeinsame Zukunft haben werden, stürzt sich Gina in die Arme von Joschi, der ihr aus der Kantine nachgelaufen ist, und bittet ihn theatralisch um Vergebung. Enttäuscht macht sich Maurus von dannen, besteigt einen Laster der Baukolonne und fährt wie von Sinnen davon. Er durchbricht eine Straßensperre und rast auf den Abgrund zu. Am nächsten Morgen wird im Kloster Maurus bereits vermisst. Einige der Mönche machen sich auf, ihn zu suchen.
Das Unwetter der vergangenen Nacht hat einen Abschnitt der Passstraße verschüttet, und die Bauarbeiter beginnen daher mit den Vorarbeiten zu einer Sprengung, um die Straße wieder frei zu bekommen. Pepe, der mit den Vorbereitung beschäftigt ist, findet den bewusstlosen Maurus, der den Abgrund in die Tiefe gerutscht ist, aber überlebt hat. Maurus erwacht aus seiner Bewusstlosigkeit und klettert den Abhang wieder hoch. Derweil steht die erste Sprengung unmittelbar bevor. Als Pepe endlich Maurus erreicht, drückt er diesen, unter einem Berg-Überhang stehend, fest an sch. Da die letzte Sprengkapsel nicht gezündet hat, glaubt Pepe, dass nichts mehr nachfolgt und verlässt mit dem abtrünnigen Glaubensbruder den sicheren Unterstand. Pater Leonhard, der auf der Suche nach Maurus die beiden gesichtet hat, läuft auf sie zu. Mit Schreien versucht Joschi, den alten Pater davon abzuhalten, weiterzulaufen, weil das Dynamit für die letzte Sprengung noch immer scharf ist. Dann ertönt eine heftige Detonation, die Pater Leonhard in den Tod reißt. Dessen Beerdigung ist gleich einem großen Versöhnungsfest: Joschi schließt seine Gina in die Arme, und die Bauarbeiter schließen ihren Frieden mit den Mönchen. Allesamt begeben sich auf den Geleitzug des toten Paters zu seiner letzten Ruhestätte in der kleinen Klosterkapelle.

## Produktionsnotizen
Nackt wie Gott sie schuf entstand Mitte 1958 in Österreich und den Dolomiten (Norditalien) und wurde am 27. November desselben Jahres in der Essener Lichtburg uraufgeführt.
Die Filmbauten stammen von Hans Ledersteger, der noch im selben Jahr in den Ruhestand ging, und Hans Zehetner. Auch für den einstigen Kinderstar Petra Unkel war dies der letzte (mittlerweile winzig gewordene) Filmauftritt.

## Kritiken
Der Spiegel urteilte: „Der Titel, der einen Sittenfilm erwarten läßt, täuscht: Es handelt sich um religiöse Kolportage. (…) Die hübschen italienischen Hauptdarsteller Marisa Allasio und Rik Battaglia betragen sich unter der Regie von Hanns Schott-Schöbinger ebenso steif wie die Mehrzahl der deutschen Partner. Im Gegensatz zum kinohaften Kloster ist die kahle, staubige Baustelle scheinbar realistisch.“
Im Filmdienst heißt es: „Kolportagefilm, der sowohl das Kloster- als auch das Lagermilieu bis zur Karikatur verzeichnet und seine religiösen Motive für melodramatische und reißerische Effekte benutzt.“
Bei FilmArchivAustria ist zu lesen: „The Sound of Music im abtrünnigen Pinguin-Outfit: katholische Sexploitation nach Johannes Mario Simmel.“